# Кража нектара

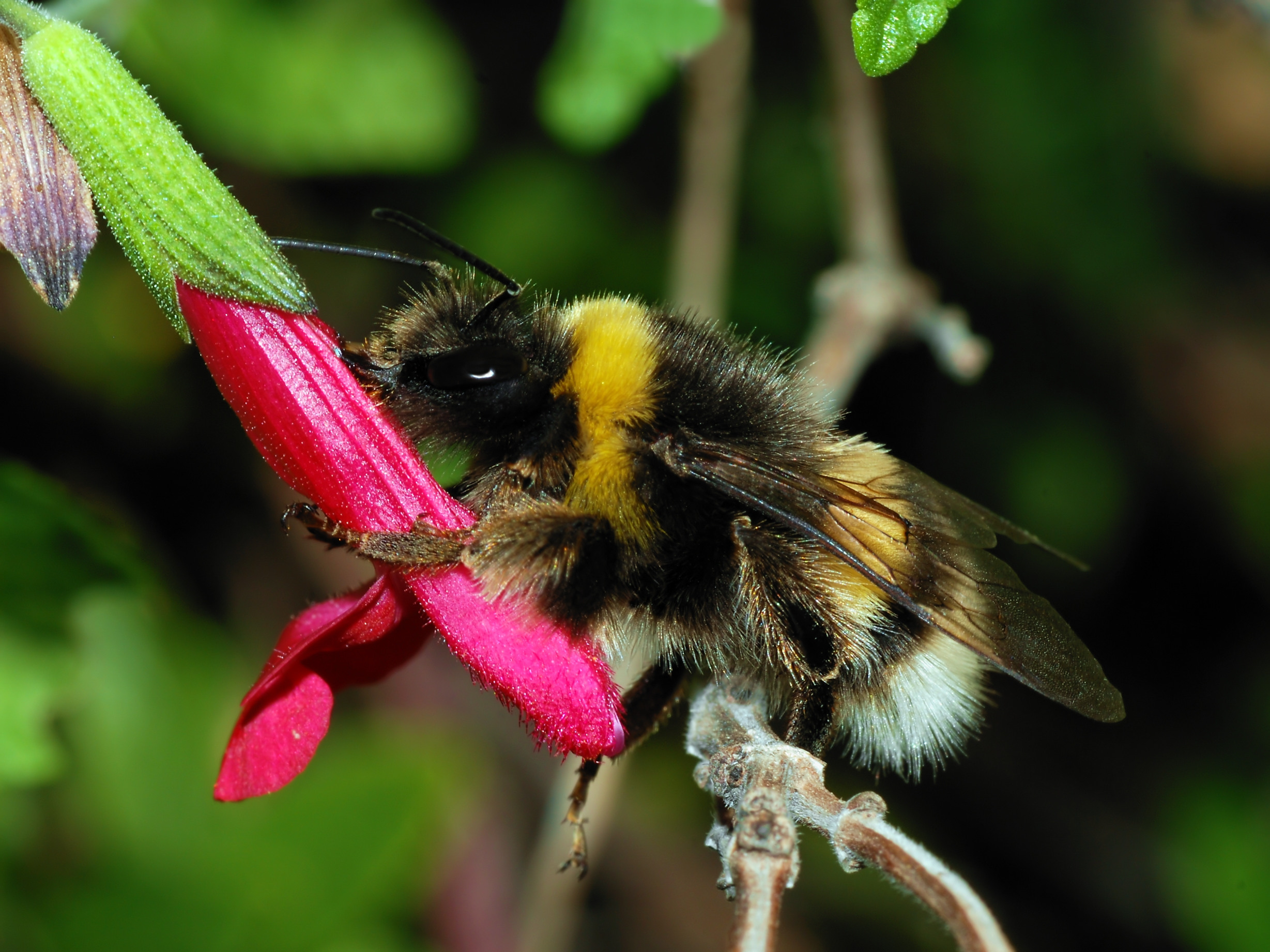
Bombus terrestris крадёт нектар

Кража нектара — тип кормового поведения, наблюдаемый у некоторых животных, питающихся цветочным нектаром. Вместо того чтобы проникать в цветок через его естественное физиологичное отверстие, такие организмы получают доступ к нектару, прогрызая или прокалывая боковые или нижние части цветка. При этом они, как правило, не вступают в контакт с репродуктивными структурами растения — пыльниками и рыльцем — и, соответственно, не способствуют опылению. Поскольку многие виды, способные к опылению, также могут прибегать к краже нектара, это поведение рассматривается как форма эксплуатации взаимовыгодных отношений между растениями и их опылителями (комменсализм). Хотя степень зависимости от этого поведения варьируется, большинство видов занимаются кражей факультативно — то есть используют её как дополнительный способ питания, а не как основной.
К нектарокрадам относятся представители самых разных групп животных: пчёлы-плотники, шмели, безжальные пчёлы рода Trigona, одиночные пчёлы, осы, муравьи, колибри и некоторые воробьиные птицы, включая крючкоклювов (Diglossa). Среди млекопитающих к таким «ворам» относятся крыланы и полосатая белка Tamiops swinhoei, которая «ворует» нектар у альпинии.
Способность к воровству нектара может наследоваться, но, как показали опыты, она может и возникать в ходе обучения, в результате знакомства одних насекомых с плодами деятельности других, умеющих воровать.

## История
Случаи кражи нектара в природе задокументированы как минимум с 1793 года, когда немецкий натуралист Кристиан Конрад Шпренгель наблюдал, как шмели прокалывают цветки. Он описал это в своей книге The Secret of Nature in the Form and Fertilization of Flowers Discovered, написанной в Берлине. Чарльз Дарвин также наблюдал, как шмели воруют нектар у цветов, в 1859 году. Эти наблюдения были опубликованы в его знаменитой книге «Происхождение видов».

## Формы цветочной кражи
Кража нектара — это поведение, при котором нектар потребляется через прокол (так называемое «воровское отверстие») в тканях цветка, а не через его естественное отверстие. Различают два основных типа кражи нектара: первичная кража — когда кормящийся организм сам проделывает отверстие в цветке, чтобы добраться до нектара; и вторичная кража — когда организм использует уже существующее отверстие, сделанное первичным «вором».
Первичная кража чаще всего наблюдается у цветов, чей нектар скрыт или труднодоступен. Например, длинные цветки с трубчатыми венчиками особенно подвержены воровству. Вторичные «воры» обычно не обладают подходящими ротовыми органами, чтобы самостоятельно прокусывать ткани цветка или добраться до нектара обычным способом. Поэтому они используют уже проделанные другими отверстия, чтобы украсть нектар. Так, например, пчёлы с короткими язычками, такие как луговой шмель (Bombus pratorum), не способны достать нектар, находящийся у основания длинных цветков, например у окопника (Symphytum). Чтобы добраться до нектара, шмель проникает в цветок через отверстие, прогрызенное у основания, и ворует нектар, не участвуя в опылении.
Птицы в основном являются первичными ворами. Они используют клюв, чтобы проколоть ткани венчика. При этом верхняя часть клюва удерживает цветок, а нижняя проделывает отверстие и извлекает нектар. Это наиболее распространённый способ кражи среди птиц. Однако некоторые виды действуют более агрессивно — например, снегири добираются до нектара, полностью отрывая венчик от чашечки.
Млекопитающие, такие как полосатая белка Tamiops swinhoei, также занимаются кражей: они прогрызают отверстия у основания цветка, а затем поедают нектар.
Термин «цветочное хищение» (floral larceny) был предложен для обозначения всего спектра стратегий кормового поведения, связанных с получением цветочных вознаграждений, которые потенциально могут нарушать процесс опыления. Сюда также входят: «кража нектара» (nectar theft) — когда нектар извлекается через физиологическое отверстие цветка, но без опыления, то есть без контакта с репродуктивными органами; «работа с основанием» (base working) — когда нектар извлекается из промежутков между лепестками, в обход репродуктивных структур.
Отдельные организмы могут демонстрировать смешанное поведение, сочетая как «законное» опыление, так и кражу нектара, или одновременно практикуя первичную и вторичную кражу. Интенсивность кражи нектара может сильно варьироваться во времени и пространстве — как между сезонами, так и в пределах одного сезона. Эта изменчивость делает затруднительной классификацию отдельных видов как «воров» и усложняет изучение этого экологического явления.

## Влияние на приспособленность растений
Системы опыления в основном мутуалистичны, что означает, что растение получает выгоду от переноса опылителем мужских гамет (пыльцы), а опылитель получает вознаграждение, такое как пыльца или нектар. Поскольку похитители нектара получают вознаграждение без прямого контакта с репродуктивными частями цветка, их поведение легко можно счесть мошенничеством. Однако влияние кражи на растение бывает не только нейтральным, но и положительным. Например, хоботок Eurybia elvina не соприкасается с репродуктивными частями цветка Calathea ovandensis, но это не приводит к значительному сокращению завязывания плодов растения. В другом примере, когда 80 % цветов на исследуемом участке были ограблены, а похитители не опыляли, ни семена, ни завязывание плодов не пострадали.
Эффект воровства цветочного нектара на приспособленность растений зависит от нескольких факторов. Во-первых, грабители нектара, такие как пчелы-плотники, шмели и некоторые птицы, могут опылять цветы. Опыление может происходить, когда тело вора контактирует с репродуктивными частями растения во время воровства или во время сбора пыльцы, который некоторые пчелы практикуют совместно с воровством нектара. Влияние пчел Trigona (например, Trigona ferricauda) на растение почти всегда отрицательное, вероятно, потому, что их агрессивное территориальное поведение эффективно вытесняет законных опылителей. Воры нектара могут изменять поведение законных опылителей другими способами, например, уменьшая количество доступного нектара. Это может вынудить опылителей посещать больше цветов в поисках нектара. Увеличенное количество посещаемых цветов и более длинные расстояния полета увеличивают поток пыльцы и ауткроссинг, что полезно для растения, поскольку это уменьшает инбридинговую депрессию. Для этого необходимо, чтобы вор не съел весь нектар цветка. Когда вор съедает весь нектар цветка, опылители могут избегать его, что негативно сказывается на жизнеспособности растения.
Реакция различных видов законных опылителей также различается. Некоторые виды, такие как шмели Bombus apppositus или B. occidentalis, и многие виды птиц, питающихся нектаром, могут различать ограбленные и не ограбленные растения и минимизировать энергетические затраты на поиск пищи, избегая сильно ограбленных цветов. Птицы-опылители могут быть в этом лучше насекомых из-за их более высокой сенсорной способности. Способы, которыми пчёлы различают ограбленные и не ограбленные цветы, не были изучены, но считалось, что они связаны с повреждением ткани лепестков после ограбления или изменением качества нектара. Пчела-плотник Xylocopa sonorina крадёт нектар через щель, которую они делают в основании лепестков. Если ограбление нектара серьёзно снижает успех законных опылителей, они могут переключиться на другие источники нектара.
Функциональность цветков может быть ограничена похитителями нектара, которые серьёзно калечат цветы, сокращая их продолжительность жизни. Повреждённые цветы менее привлекательны, что может привести к снижению частоты посещений, поскольку опылители избегают украденных цветов и отдают предпочтение неповреждённым. Похитители нектара, уменьшающие объём нектара в цветах, могут также оставлять свой запах, что приводит к снижению частоты посещений цветков законными опылителями. Похищение нектара также может заставить растения перераспределять ресурсы с размножения и роста на восполнение украденного нектара, что может быть дорогостоящим для некоторых растений.
Похищение нектара, особенно птицами, может повредить репродуктивные части цветка и таким образом снизить приспособленность растения. В этом случае воздействие похитителя на растение является прямым. Хорошим примером косвенного воздействия является изменение поведения законного опылителя, которое либо увеличивает, либо уменьшает приспособленность растения. Существуют как первичные, так и вторичные похитители нектара. Вторичные похитители — это те, кто пользуется отверстиями, проделанными первичными похитителями. В то время как большинство мух и пчёл являются вторичными похитителями, некоторые виды, такие как Bombylius major, действуют как первичные похитители.
Эффект воровства положителен, если вор также опыляет или усиливает опыление законным опылителем, и отрицателен, если вор повреждает репродуктивные части растения или снижает успех опыления, либо конкурируя с законным опылителем, либо уменьшая привлекательность цветка. Положительные репродуктивные результаты могут быть получены от воровства нектара, если грабители действуют как опылители во время одного или разных посещений. Отверстия, созданные первичными ворами, могут привлечь больше вторичных воров, которые обычно ищут нектар и собирают пыльцу с пыльников во время одного и того же посещения. Кроме того, определённые плотные расположения цветов позволяют переносить пыльцу, когда птицы-воры прокалывают отверстия в цветах, чтобы получить доступ к нектару. Таким образом, воровство нектара может потенциально усилить размножение растений из-за увеличения потенциальных переносчиков пыльцы. Различение законного опылителя и вора нектара может быть затруднено.

## Эволюционные последствия
Системы опыления вызывают коэволюцию, как в близких отношениях между инжиром и фиговыми осами, а также юккой и юкковой молью. Если похитители нектара оказывают влияние (прямое или косвенное) на приспособленность растения или опылителя, они являются частью процесса коэволюции. Если похититель нектара вреден для растения, вид растения может эволюционировать так, чтобы минимизировать черты, привлекающие похитителей, или выработать какой-либо защитный механизм, чтобы помешать им. Другой вариант — попытаться нейтрализовать негативное воздействие похитителей нектара. Похитители нектара приспособлены для более эффективного воровства нектара: например, колибри и крючкоклювы (Diglossa) имеют зазубренные клювы, которые, как считается, помогают им надрезать цветочную ткань для воровства нектара.
Похитители нектара могут добывать пищу только незаконными способами из-за несоответствия между морфологией их ротовых частей и структурой цветка; или они могут воровать нектар, поскольку это более энергосберегающий способ получить нектар из цветов.
Не совсем ясно, как мутуализм опыления сохраняется в присутствии ворующих нектар растений. Тем не менее, поскольку эксплуатация не всегда вредит растению, эти отношения могут выдерживать некоторое мошенничество. Мутуализм может просто приносить большую выгоду, чем кража нектара. Некоторые исследования показали, что кража нектара не оказывает существенного отрицательного влияния на репродуктивный успех как мужских, так и женских растений.

## Защитные механизмы цветковых растений
Несмотря на то, что защитных механизмов, выработанных растениями против похитителей нектара, изучено немного, предполагается, что эти адаптации не являются следствием особенностей, используемых при взаимодействии растений с травоядными (особенно флороядными). Некоторые защитные механизмы, возможно, эволюционировали на основе особенностей, изначально связанных с опылением. Считается, что защита от похитителей нектара включает токсины и вторичные метаболиты, возможность побега во времени или пространстве, физические барьеры и косвенную защиту.
Токсины и вторичные метаболиты, вероятно, служат защитой от кражи нектара, поскольку они часто встречаются в цветочном нектаре или ткани лепестков. Имеются некоторые свидетельства того, что вторичные соединения в нектаре воздействуют только на похитителей нектара, а не на опылителей. Одним из примеров является растение Catalpa speciosa, которое производит нектар, содержащий иридоидные гликозиды, которые отпугивают муравьёв, ворующих нектар, но не легальных опылителей — пчёл. Низкое содержание сахара в нектаре также может отпугивать похитителей нектара, не отпугивая опылителей, поскольку разбавленный нектар не приносит им чистой энергетической прибыли.
Если грабители и опылители кормятся в разное время суток, растения могут производить нектар в соответствии с активным периодом законного опылителя. Это пример защиты посредством ускользания во времени. Другой способ использовать время для защиты — цвести только один день, как это делает тропический кустарник Pavonia dasypetala, чтобы избежать нападения пчёл-грабителей Trigona. Ускользание в пространстве относится к ситуации, в которой растение избегает ограбления, произрастая в определённом месте, например, рядом с растением, более привлекательным для грабителей.
Последние два метода защиты — это физические барьеры и косвенная защита, например, симбионты. Плотно расположенные цветки и неблагоприятные размеры трубок венчика, наполненные жидкостью рвы прицветника и прочность венчика или чашелистика служат барьерами для некоторых похитителей нектара. Хорошим примером косвенной защиты является привлечение симбиотических хищников (например, муравьёв) нектаром или другими наградами для отпугивания похитителей.
Термин «устойчивость» относится к способности растения жить и размножаться, несмотря на похитителей нектара. Это может происходить, например, путём компенсации потери нектара производством нового. Благодаря защите и сопротивлению мутуализм может сохраняться даже в присутствии «мошенников».